# Israel Krupp
Israel Krupp (Oslo, 9 marzo 1908 – Sør-Fron, 25 ottobre 1991) è stato un calciatore norvegese, di ruolo attaccante.

## Carriera

### Club
Krupp giocò con la maglia del Oslokameratene e del Frigg.

### Nazionale
Conta una presenza e una rete per la Norvegia. Il 19 giugno 1930, infatti, fu schierato in campo nella sfida vinta per 3-0 contro la Svizzera.

## Biografia
Krupp, che era ebreo, fuggì nella neutrale Svezia nel 1942 con la moglie e il figlio, evitando così la deportazione effettuata dai nazisti durante l'occupazione della Norvegia. Tuttavia, perdette ad Auschwitz dieci membri della sua famiglia: il padre, la sorella, quattro fratelli, la cognata, il cognato e due nipoti.